# Maranta lindmanii
Maranta lindmanii är en strimbladsväxtart som beskrevs av Bengt Lennart Andersson. Maranta lindmanii ingår i släktet Maranta och familjen strimbladsväxter. Inga underarter finns listade.